# Pienisaari (ö i Södra Karelen, Villmanstrand, lat 61,19, long 27,55)
Pienisaari är en ö i Finland. Den ligger i sjön Säynjärvi och i kommunen Savitaipale i den ekonomiska regionen  Villmanstrands ekonomiska region  och landskapet Södra Karelen, i den södra delen av landet, 180 km nordost om huvudstaden Helsingfors. Öns area är 0,8 hektar och dess största längd är 130 meter i öst-västlig riktning.